# Lindsay Collins
Pour les articles homonymes, voir Collins.

a Compétitions nationales et continentales officielles uniquement.

b Matchs officiels uniquement.
Lindsay Collins, né le 17 avril 1996 à Brisbane (Australie), est un joueur australien de rugby à XIII évoluant au poste de pilier dans les années 2010 et 2020.
Natif du Queensland et petit-fils de Lionel Williamson, illustre joueur australien de rugby à XIII dans les années 1960 et 1970, il pratique le rugby à XIII et à XV durant sa jeunesse avant d'opter pour le premier. Il rejoint la section jeunes des Brisbane Broncos mais rejoint la ville de Sydney en 2017 aux les Sydney Roosters. Malgré un faible temps de jeu, il prend part aux titres de NRL remportés en 2018 et 2019.
Il effectue sa première saison dans la peau d'un titulaire en club en 2020 et connaît ses premières sélections. Tout d'abord avec la sélection du Queensland pour disputer le State of Origin, série qu'il remporte en 2020, 2022 et 2023. Ensuite avec l'Australie, il est appelé pour disputer la  Coupe du monde en 2022 remportée face aux Samoa, et reste convoqué en sélection les années suivantes.

## Biographie
Lindsay Collins est le petit-fils de Lionel Williamson. Ce dernier s'est illustré dans le rugby à XIII dans les années 1960 et 1970 en remportant deux titres de Coupe du monde en 1968 et 1970 et en étant le meilleur marqueur d'essais de la Coupe du monde 1968, il a également remporté le Championnat d'Angleterre en 1965 avec Halifax.

## Palmarès
- Collectif :
  - Vainqueur  de la Coupe du monde : 2021 (Australie).
  - Vainqueur du World Club Challenge : 2019 et 2020 (Sydney Roosters).
  - Vainqueur du State of Origin : 2020, 2022 et 2023 (Queensland).
  - Vainqueur de la National Rugby League : 2018 et 2019 (Sydney Roosters).

### Détails en club
| Saison | Saison          | Championnat | Championnat  | Championnat | Championnat | Championnat | Championnat | Championnat | State of Origin | State of Origin | State of Origin | State of Origin | State of Origin | State of Origin | State of Origin | Sélection | Sélection | Sélection | Sélection | Sélection | Sélection | Sélection |
| Saison | Saison          | Comp.       | Class.       | M           | Pts         | Ess.        | Buts        | Dp.         | Ed.             | Rés.            | M               | Pts             | Ess.            | Buts            | Dp.             | Compet.   | M         | Pts       | Ess.      | Buts      | Dp.       |           |
| ------ | --------------- | ----------- | ------------ | ----------- | ----------- | ----------- | ----------- | ----------- | --------------- | --------------- | --------------- | --------------- | --------------- | --------------- | --------------- | --------- | --------- | --------- | --------- | --------- | --------- | --------- |
| 2017   | Sydney Roosters | NRL         | Finale prél. | 2           | -           | -           | -           | -           |                 |                 |                 |                 |                 |                 |                 |           |           |           |           |           |           |           |
| 2018   | Sydney Roosters | NRL         | Champion     | 8           | 4           | 1           | -           | -           |                 |                 |                 |                 |                 |                 |                 |           |           |           |           |           |           |           |
| 2019   | Sydney Roosters | NRL         | Champion     | 14          | -           | -           | -           | -           |                 |                 |                 |                 |                 |                 |                 |           |           |           |           |           |           |           |
| 2020   | Sydney Roosters | NRL         | 2e tour      | 19          | 4           | 1           | -           | -           | 2020            | Vainqueur       | 3               | -               | -               | -               | -               |           |           |           |           |           |           |           |
| 2021   | Sydney Roosters | NRL         | 2e tour      | 6           | 4           | 1           | -           | -           |                 |                 |                 |                 |                 |                 |                 |           |           |           |           |           |           |           |
| 2022   | Sydney Roosters | NRL         | 1er tour     | 16          | -           | -           | -           | -           | 2022            | Vainqueur       | 3               | -               | -               | -               | -               | CM        | 3         | 4         | 1         | -         | -         |           |
| 2023   | Sydney Roosters | NRL         | 2e tour      | 25          | 12          | 3           | -           | -           | 2023            | Vainqueur       | 3               | -               | -               | -               | -               |           | 3         | 8         | 2         | -         | -         |           |
| 2024   | Sydney Roosters | NRL         | Finale prél. | 23          | 4           | 1           | -           | -           | 2024            | Perdant         | 3               | -               | -               | -               | -               |           | 3         | 4         | 1         | -         | -         |           |
| 2025   | Sydney Roosters | NRL         |              | 3           | -           | -           | -           | -           |                 |                 |                 |                 |                 |                 |                 |           |           |           |           |           |           |           |